# Anglo-Persian Oil Company
Anglo-Persian Oil Company (APOC) blev grundlagt i 1909 efter at man året forinden havde fundet et stort oliefelt i Masjed-Suleyman i Iran. Projektet blev ledet og finansieret af William Knox D'Arcy, som i 1901 havde fået tilladelse af shahen (Mozaffar ad-Din Shah Qajar) til at søge efter olie i Iran. Han blev direktør for selskabet. APOC var det første selskab, som udnyttede oliereserverne i Mellemøsten. APOC skiftede navn til Anglo-Iranian Oil Company (AIOC) i 1935 og blev i 1954 til British Petroleum Company, som siden 2000 kaldes BP.
Irans premierminister Mohammad Mosaddeq nationaliserede Anglo-Iranian Oil Company i 1951 og briterne forlod landet. Mossadeq blev afsat i 1953 ved et statskup, som blev iscenesat af CIA under kodenavnet Operation Ajax og den vestligt orienterede shah Mohammad Reza Pahlavi blev genindsat.